# L'Ange silencieux
Pour plus de détails, voir Fiche technique et Distribution.
L'Ange silencieux (Der schweigende Engel) est un film allemand réalisé par Harald Reinl sorti en 1954.

## Synopsis
Sylvia Verena, maître de ballet à l'opéra, fait la connaissance de la jeune Angelika dans un village. La fille est incapable de parler depuis sa chute d'un arbre il y a trois ans et a appris au fil du temps à se faire comprendre par des gestes. Sylvia est impressionnée par les mouvements gracieux et expressifs d’Angelica et suggère à sa mère d’envoyer Angelika à des cours de ballet. Mme Helmer a un autre enfant, le graphiste Andreas. Il a fait fausse route en tirant de la fausse monnaie pour la bande de Kats. Après plusieurs années de prison, il est maintenant libéré tôt. Le prêtre de sa ville natale, qui enseigne Angelika en langue des signes, explique clairement à Mme Helmer que son éducation trop stricte a également conduit à la situation d'Andreas.
Andreas est reçu en liberté par son bon ami Spoon, qui le loge dans la maison de jardin de sa mère. Comme Andreas ne trouve pas de travail, Löffel l’a également impliqué dans la livraison du journal. Avec les revenus qu’ils partagent, ils prévoient d'ouvrir éventuellement leur propre kiosque. Angelika est entre-temps inscrite par sa mère à l'opéra pour des cours de ballet. Sylvia s'occupe personnellement de la fille et lui donne des cours particuliers afin de pouvoir rattraper les autres filles plus rapidement. Angelika est très douée et apprend vite. Cela crée de l'envie, en particulier avec l'ancien prodige du groupe, Charlott. Elle s'informe auprès d'Angelika et apprend que son frère fut en prison. À la prochaine occasion, elle accuse Angelika d'avoir volé son argent et révèle le passé de son frère. Angelika s'enfuit chez sa mère, mais peut être ramenée par Sylvia en ville. Sylvia est fiancée à Robert. Il exige d'elle qu'elle abandonne son travail. Elle accepte au départ, mais garde son emploi pour continuer à enseigner à Angelika. C'est la pause entre Sylvia et Robert.
À l'opéra, un nouveau ballet doit être inclus dans le programme. Alors que Sylvia veut le rôle principal pour Angelika, sa concurrente, Mlle Küfner préfère que Charlott soit choisie. Les deux enseignantes commencent à préparer leurs élèves au rôle. Pendant ce temps, le président de Löffel interdit à Andreas de continuer à distribuer des journaux. Les jeunes hommes envisagent maintenant d'acheter un kiosque pour être indépendants. En examinant une offre, Andreas rencontre Kats, qui vend le kiosque. Kats veut ramener Andreas dans ses machinations, mais Andreas refuse strictement la coopération. Angelika, qui était présente à la conversation, se rend secrètement chez Kats pour lui demander de vendre le kiosque à son frère. Kats promet de vendre le kiosque à Andreas à un prix avantageux si elle lui rend un service : elle doit faire les courses pour lui. Angelika accepte, elle ne sait pas que Kats a vendu le kiosque depuis longtemps et qu'il ne s'en sert que pour se débarrasser des faux billets de 20 marks.
La répétition pour le rôle principal du ballet commence. Charlott piège le chausson d'Angelika. Angelika parvient néanmoins à danser de manière convaincante dans son rôle. Ce n'est que lorsque son chausson de danse est teint par le sang qu'elle s'effondre inconsciente. Kats force Angelika à continuer pour lui malgré sa blessure au pied. Robert la voit dans la rue et l'emmène à l'hôpital. Il se réconcilie également avec Sylvia. Pendant ce temps, la police suit la piste de faux billets de 20 marks et poursuit Angelika. La jeune Elfie, qui travaillait dans le magasin de glaces et a rencontré Angelika et Andreas, est tombée amoureuse d'Andreas. Elle a voulu le faire travailler comme graphiste avec son oncle et a appris ainsi que Andreas avait été emprisonné pour contrefaçon. Angelika l'a payée en fausse monnaie ; en face de la police, Elfie nie connaître Angelika, mais informe Andreas. Il cherche Kats. La rencontre tourne en un duel où Kats tire avec un revolver. Andreas lui tire dessus et s'enfuit. Il pense avoir tiré sur Kats, dit au revoir à Angelika et s'en va. Angelika le suit et tombe d'un haut escalier. Elle est hospitalisée ; Andreas fait face à la police. Comme Kats a survécu et avoue que le pistolet lui appartient, Andreas est acquitté pour légitime défense. Il obtient ensuite un poste de graphiste chez un grand éditeur via la médiation d'Elfie et accompagne Elfie. Angelika a surmonté le blocus de la parole. Elle apparaît un peu plus tard dans le ballet dans le rôle principal et ravit le public qu'elle remercie après le spectacle.

## Fiche technique
- Titre français : L'Ange silencieux[1]
- Titre original : Der schweigende Engel
- Réalisation : Harald Reinl assisté de Lothar Gündisch
- Scénario : Harald Reinl, Maria von der Osten-Sacken
- Musique : Bernhard Eichhorn
- Direction artistique : Heinrich Beisenherz
- Costumes : Hannelore Wippermann
- Photographie : Walter Riml
- Son : Reginald Beuthner
- Montage : Hilde E. Grabow
- Production : Paul Hans Fritsch
- Sociétés de production : Eva-Film
- Société de distribution : Constantin Film
- Pays de production :  Allemagne de l'Ouest
- Langue : allemand
- Format : Noir et blanc - 1,37:1 - Mono - 35 mm
- Genre : Drame
- Durée : 94 minutes
- Dates de sortie :
  - Allemagne de l'Ouest : 21 octobre 1954.
  - Autriche : 1er avril 1955.
  - France : 28 mars 1956[1]
  - Estado Novo : 14 septembre 1956.

## Distribution
- Christine Kaufmann : Angelika Helmer
- Josefin Kipper : Sylvia Verena
- Siegfried Breuer jr. : Andreas Helmer
- Robert Freitag : Robert Halegger
- Albert Florath : Le prêtre
- Rolf Wanka : Kats
- Maria Marietta : Charlott
- Ingeborg Schöner : Elfie
- Alice Treff : Mlle Küfner
- Gustav Waldau : Kolka
- Werner Stock : Löffel
- Oscar Sabo : Oncle Franz
- Michael Gebühr : Rudi
- Karin Dor : Erika

## Source de la traduction
- (de) Cet article est partiellement ou en totalité issu de l’article de Wikipédia en allemand intitulé « Der schweigende Engel » (voir la liste des auteurs).